# Engenho Freguesia

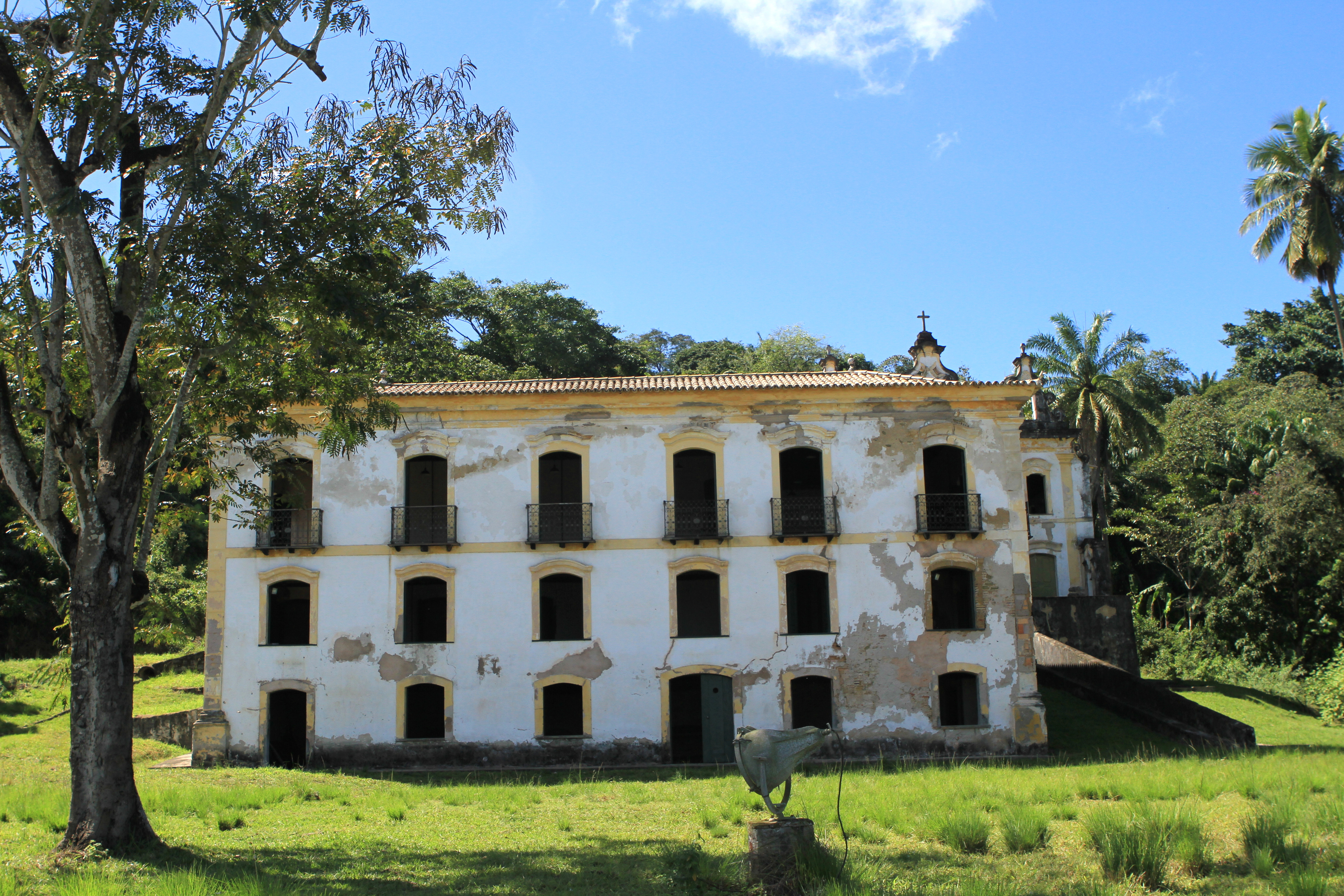
A casa-grande.

O antigo Engenho Freguesia foi um engenho de açúcar localizado no município brasileiro de Candeias, no estado da Bahia. Estima-se que a edificação seja de 1760, embora não se saiba precisamente a data. No auge de sua produção, por volta de 1850, cerca de 160 escravos trabalhavam neste engenho (distribuídos entre as tarefas da fábrica e da casa-grande). No local funciona hoje o Museu do Recôncavo Wanderley Pinho.
Freguesia fora um dos engenhos mais produtivos de todo o Recôncavo Baiano e é muito conhecido por sua vasta coleção de mobiliários, pinturas, cerâmicas e peças industriais e rurais preservadas por gerações e curadas por José Wanderley de Araújo Pinho.

## História

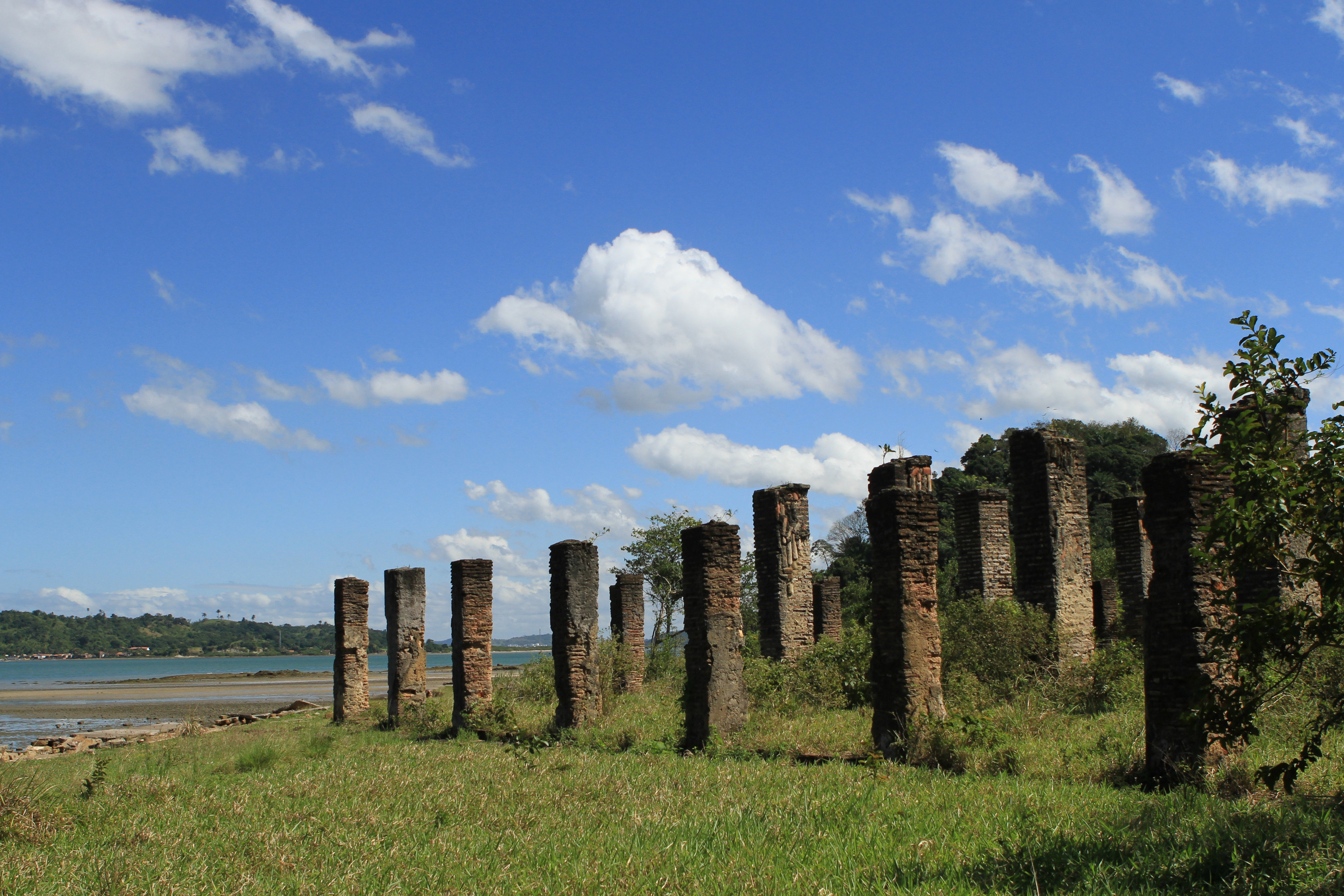
Ruínas do Engenho Caboto.

A documentação acerca das edificações da fábrica de açúcar do Engenho Freguesia é escassa, e nada se sabe sobre a existência de uma casa-grande anterior ao século XVIII. Há especulações de que teria existido uma casa primitiva, erguida possivelmente pelo filho de Sebastião Álvares, Sebastião de Faria, em 1591. Posteriormente, Frei Jaboatão relata a construção de uma "vivenda", por volta de 1618, que teria sido queimada pouco depois pelos holandeses. Não há maiores detalhes, devido à inexistência de comprovação documental.
Os primeiros indícios sobre a casa-grande, na forma que se apresenta hoje, remontam a 1760, quando se sabe que o capitão-mor Cristóvão da Rocha Pita (proprietário do engenho na época) já residia no local. Contudo, não existe documentação com a data precisa da construção da casa-grande.
Com a morte de Capitão-mor Cristóvão da Rocha Pita, um inventário foi discorrido para separações de suas posses entre tantos filhos legitimados e Antônio da Rocha Pita Argolo (seu sobrinho-neto e neto de Antônio da Rocha Pita {o velho}),  também legitimado como sucessor. São partilhadas as terras do Engenho Freguesia e do Engenho caboto entre os herdeiros em 1845, e então Antônio da Rocha Pita Argolo procede com a compra das diversas partes de cada herdeiro, tornando os dois engenhos um só. Antônio da Rocha Pita Argolo, agora Conde de Passé, restaura todo o engenho incluindo a fábrica e o telheiro do antigo Engenho Caboto, a capela e o sobrado do Engenho Freguesia, com seus respectivos mobiliários.
Após o falecimento Conde de Passé em 1877, o engenho passa a pertencer ao Barão de Cotegipe, seu filho, que por sua vez concede o título dado à filha Maria Luiza de “Freguesia”, a qual se casa com Dr. João Ferreira de Araújo Pinho em 1886. Começando assim a era de administração dos Araújo Pinho.
As últimas safras do engenho são registradas e datadas em constante declínio, com uma última tentativa fracassada de trazer o engenho de volta ao seu tempo de pleno vigor em 1895, sua última safra registrada foi em 1899; A partir de então, o engenho se torna um fornecedor de cana de açúcar, mantendo o título de engenho apenas por convenção.
José Wanderley de Araújo Pinho, neto do Barão de Cotegipe e herdeiro do Engenho Freguesia, vai para o Rio de Janeiro, onde defende no Congresso Nacional, a proteção do engenho e suas construções conexas como patrimônio histórico e artístico do Brasil, levando a criação do Serviço do Patrimônio, hoje Instituto do Patrimônio Histórico Artístico e Nacional – IPHAN. Após a morte de Wanderley Pinho, o engenho que já estava na lista dos bens protegidos é vendido ao governo e nele se instaura o Museu do Recôncavo Wanderley Pinho.

## Arquitetura

### A Capela e a Casa grande

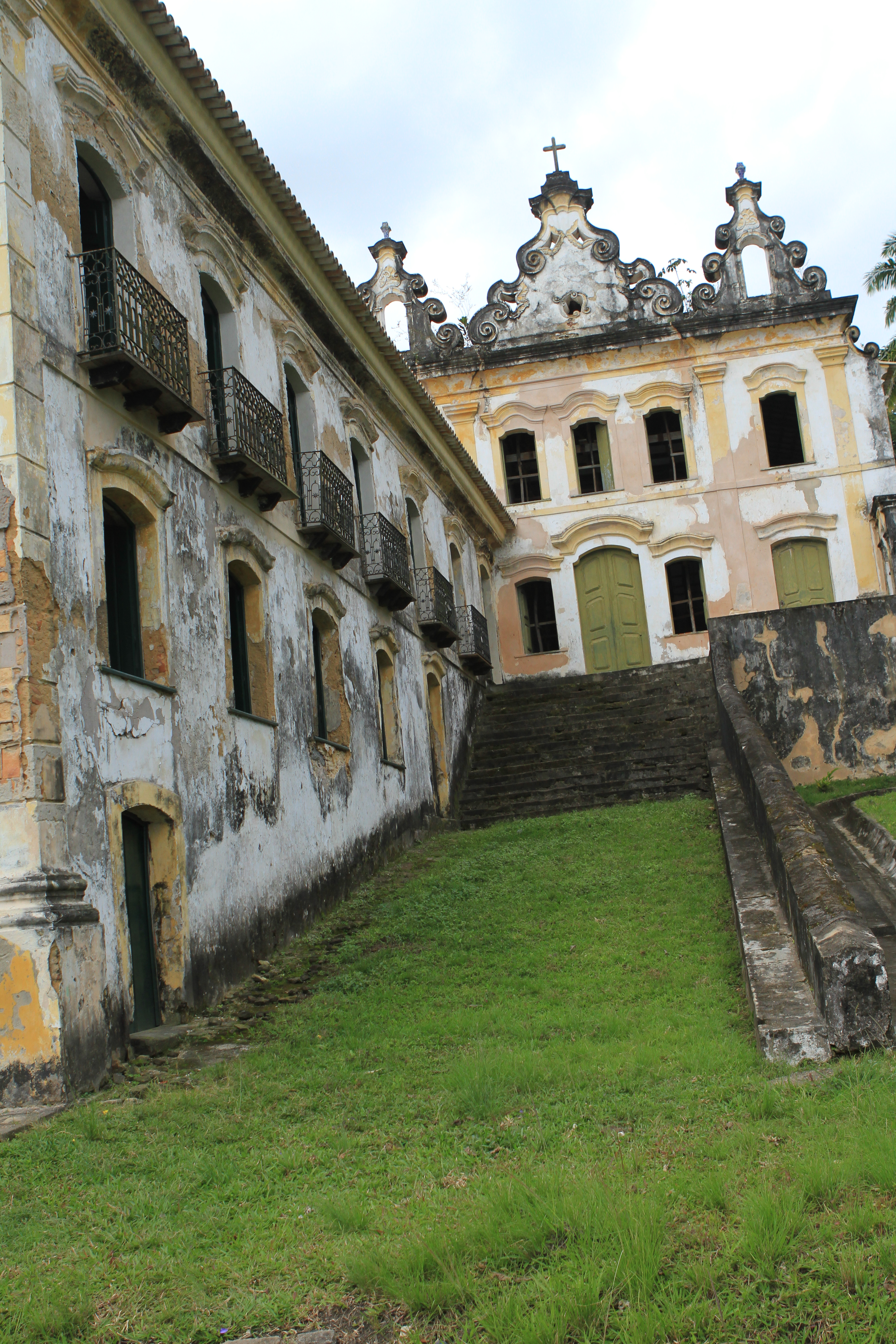
Capela de N. Srª. da Conceição de Freguesia - vista frontal

O Engenho Freguesia possui ainda mais uma singularidade, que é o fato da capela e a casa grande serem parte da mesma edificação, onde o mais comum na arquitetura colonial brasileira era ter as capelas afastadas ou mesmo separadas completamente da casa grande; A Capela de N. Srª. da Conceição de Freguesia segue direção contrária tendo sua fachada mesclada com a casa grande e seus fluxos se misturando por meio de acessos diretos ao andar nobre e ao mirante da casa grande, sua escadaria chegando diretamente à igreja, no adro.
A Capela de N. Srª. da Conceição de Freguesia possui uma parte da fachada conjunta com a casa principal, com treliças de madeira separando o coro da nave e uma escadaria terminada na área externa em forma de patamar, dando acesso entre solar e a igreja. Conde de Passé deixa no seu inventário a informação de que todo o piso da capela mor é feito de mármore.
A Casa Grande:

uma morada de casa de vivenda, nobre sobrado com primeiro segundo andares com eirado (mirante), em fundo da dita propriedade outro quarteirão de casa que serve para arranjo da família, tudo feito de pedra e cal, com a caixa de paredes mestras, contígua à dita casa de vivenda uma capela com dois a mesma, acrescentando os consistórios, sacristia, átrio, campanários e coro com forro... de volta na capela-mor e na frente da dita capela uma escadaria que faz entrada da capela e da casa... 

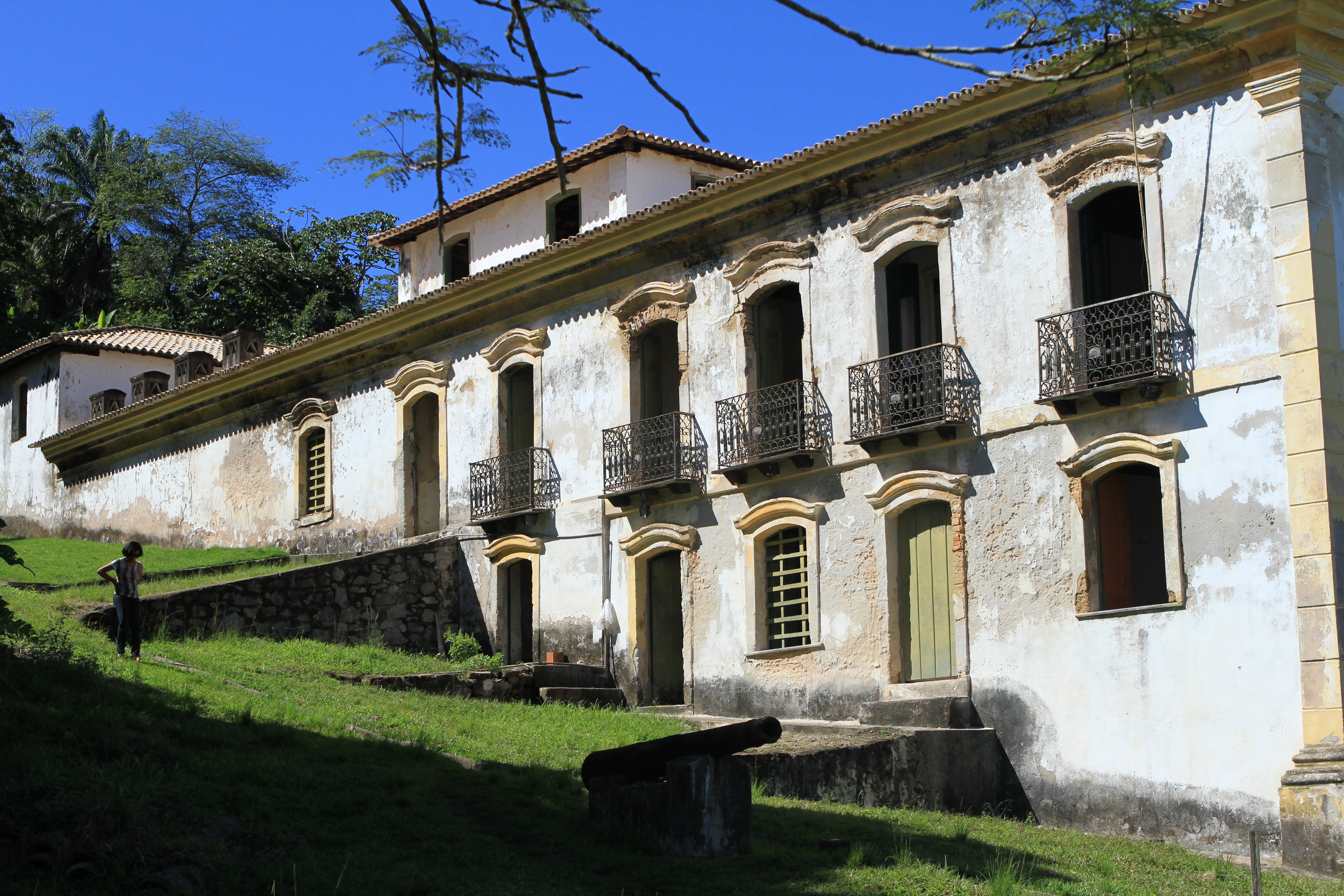
Casa Grande - vista lateral

É considerada um dos raros exemplares compostos de dois pátios internos e possui 57 cômodos distribuídos em 4 pavimentos, além das áreas de circulação. Foi implantada de forma a facilitar o escoamento das águas (seguindo a encosta) e com fluxos separados entre áreas de serviço e nobre, os dois nunca se tocando. As áreas de serviços são:
O porão, 1º pavimento, com 4 cômodos de depósito;
O térreo, 2º pavimento, com duas sala, um pátio, um depósito e 9 quartos, o térreo não tem conexão com nenhuma pavimento, sua entrada sendo apenas por portas laterais;
O Andar nobre, 3º pavimento, com 2 pátios, 10 quartos, 2 cozinhas com uma copa, e 4 salas, é onde se instala o térreo da capela, formada pela nave, altar e sacristias, possuem ligação com o pavimento superior composta por três escadas, duas delas dentro da capela;
O Mirante, 4º pavimento, com um solar, 3 salas, 3 quartos, 2 galerias da capela e o coro.
Todo o edifício conta com ornamentos, em todas as fachadas contém colunas decorativas afim de reproduzir colunas dóricas; Todas as aberturas e esquadrias têm formas ogivais e molduras que remetem ao estilo clássico; Grandes volutas na fachada da capela com uma porta logo abaixo no centro de cada, sendo a central a principal e maior, onde se acentua a estrutura da capela com três naves.
A fábrica, antigamente do Engenho Caboto, é um edifício simples em forma de L com uma telhado de telhas de barro e estrutura de madeira. Possui 6 ambientes, deles temos uma varanda, uma casa de purgar, uma casa de cozimento, uma casa das moendas, encaixamento e picadeiro.

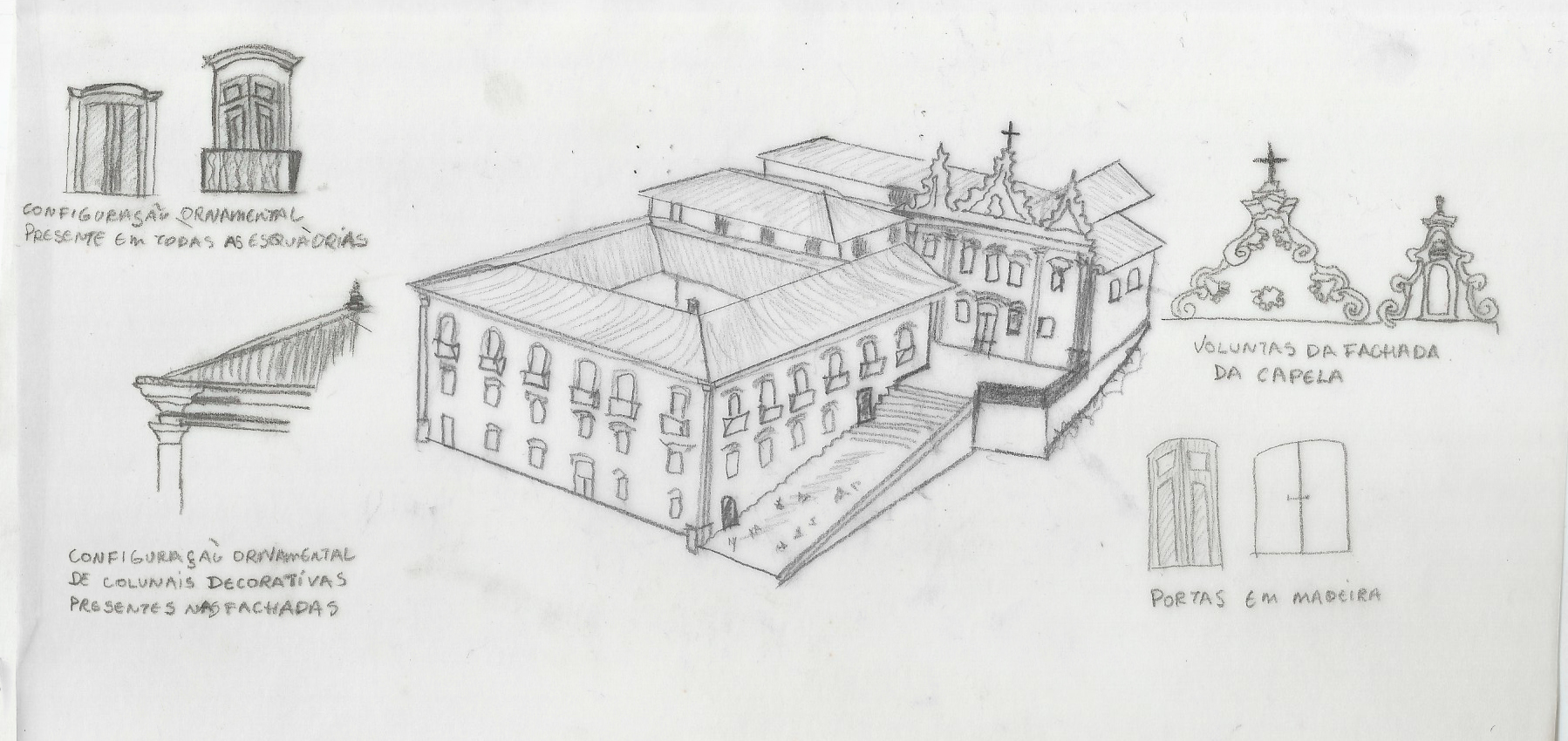
Ornamentos encontrados na obra

Entradas e distribuição de pavimentos

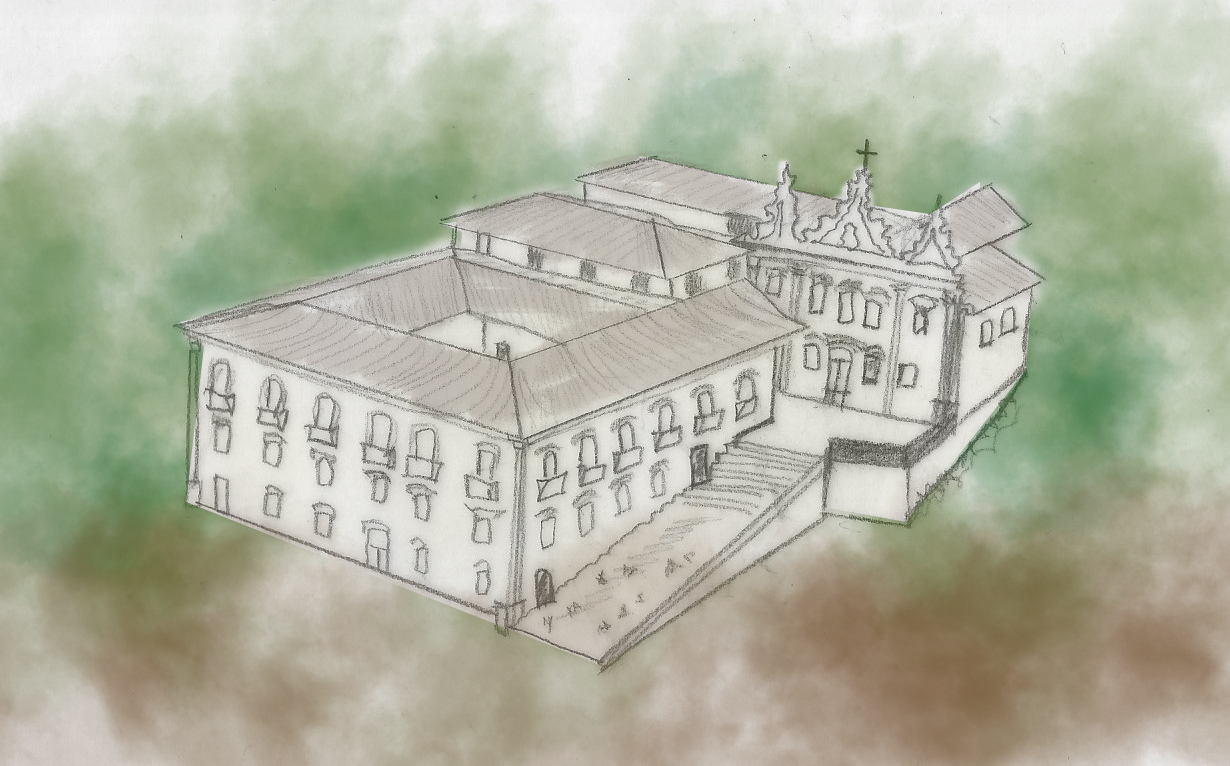
Croqui esquemático da Casa grande e Capela